# Sapucaia do Sul
Sapucaia do Sul – miasto w południowej Brazylii, w stanie Rio Grande do Sul. W 2007 roku liczba mieszkańców wynosiła 141 808. Zajmuje powierzchnię 58,247 km². 
Prawa miejskie miasto otrzymało 20 sierpnia 1961 roku.
W mieście rozwinął się przemysł metalurgiczny, spożywczy, włókienniczy, chłodniczy oraz skórzany.

## Turystyka
Główne atrakcje turystyczne:
- Parque Jardim Zoológico (ogród zoologiczny)
- Morro de Sapucaia
- Morro das Cabras
- Estação Ecológica do Pesqueiro
- Queda D'Água dos Freitas
- Alambique dos Cassel